# 운수

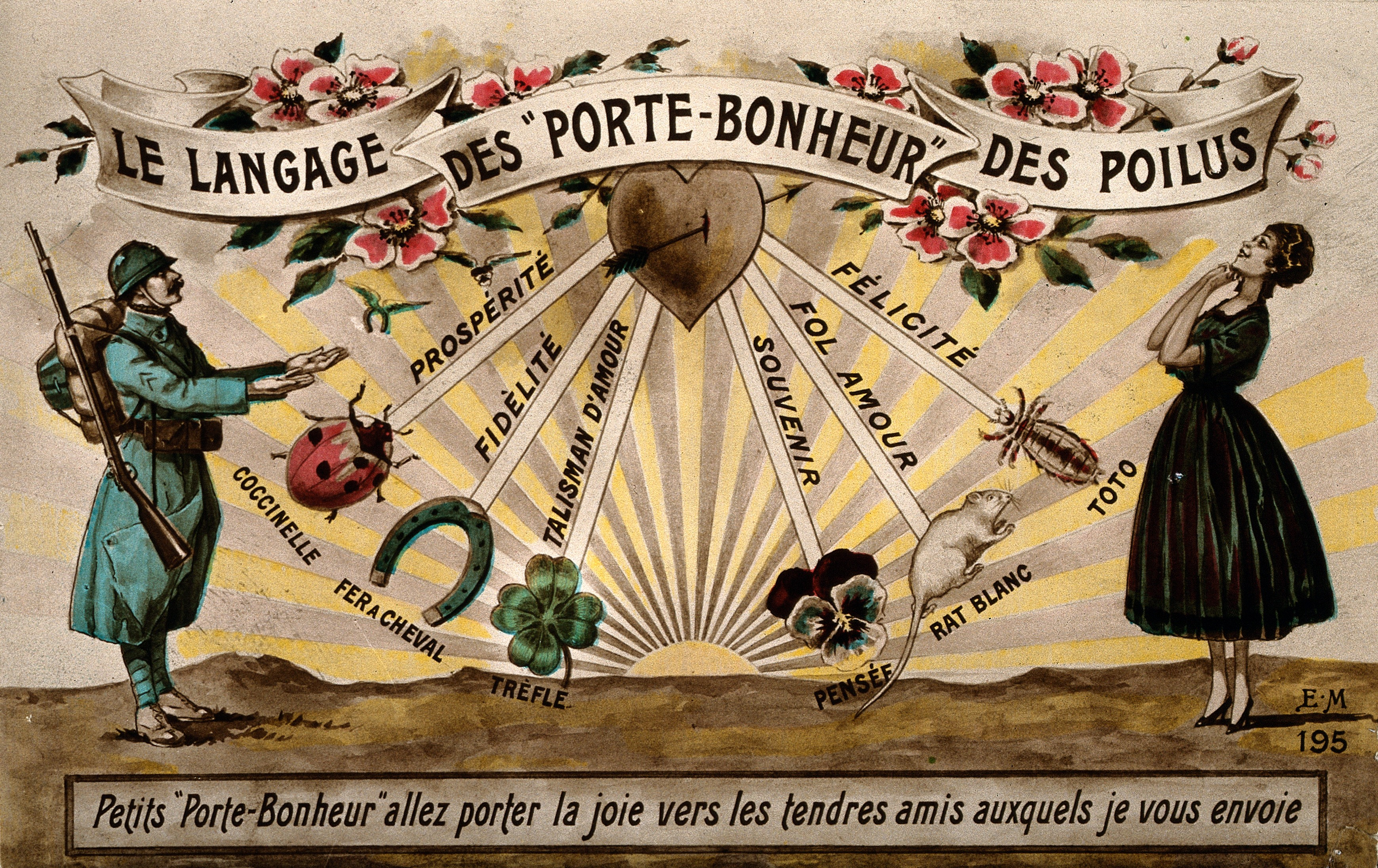

운수(運數) 또는 간단히 운(運)은 의지나 노력과는 상관 없이 어쩔 수 없이 생기는 일을 말한다. 좋지 않은 운수는 '불운', 좋은 운수는 '행운'이라고 한다.
행운은 특히 긍정적인 경험을 정의하는 현상과 믿음이다. 자연주의적 해석은 무작위 및 비무작위 자연 및 인공 프로세스로 인해 항상 긍정적이고 부정적인 이벤트가 발생할 수 있으며, 심지어 황당한 사건조차도 무작위로 발생할 수 있다는 것이다. 이 보기에서 "행운" 또는 "불운"이라는 별명은 이벤트의 긍정성, 부정성 또는 확률을 나타내는 것이다. 또한, 불운은 부정적인 경험을 정의하는 현상과 믿음이다.
운수에 대한 초자연적 해석에서는 운수를 사람이나 사물의 속성, 또는 사람에 대한 신의 호의적이거나 불리한 견해의 결과로 간주한다. 이러한 해석은 운수의 부적을 가지고 다니거나 신에게 제물을 바치거나 기도하는 등 어떻게 운수이나 불운을 얻을 수 있는지를 규정하는 경우가 많다. 누군가가 "운이 좋다"고 말하는 것은 해석에 따라 다른 의미를 가질 수 있다. 단순히 좋은 가정이나 환경에서 태어났다는 것을 의미할 수도 있다. 또는 고유한 특성으로 인해, 또는 일신교나 다신교에서 신이나 여신의 평생의 은총으로 인해 가능성이 희박할 정도로 긍정적인 사건을 습관적으로 경험한다는 것이다.
많은 미신은 운수과 관련이 있지만 이는 특정 문화 또는 관련 문화 집합에 국한되는 경우가 많으며 때로는 모순되기도 한다. 예를 들어, 운수의 상징에는 기독교 영향을 받은 문화에서는 숫자 7이 포함되고, 중국 영향을 받은 문화에서는 숫자 8이 포함된다. 불운한 상징과 사건에는 서로 다른 문으로 집에 들어오고 나가는 것, 그리스 문화에서는 거울을 깨는 것, 나바호 문화에서는 바람에 돌을 던지는 것, 서양 문화에서는 까마귀가 포함된다. 이러한 연관성 중 일부는 관련된 사실이나 욕구에서 파생될 수 있다. 예를 들어, 서양 문화에서는 실내에서 우산을 펴는 것이 누군가의 눈을 찌를 수 있다는 점에서 부분적으로는 불운한 것으로 간주될 수 있지만, 굴뚝 청소부와 악수하는 것은 부분적으로는 친절하지만 더러운 성격을 고려하면 불쾌한 일이기 때문에 운이 좋은 것으로 간주될 수 있다. 중국과 일본 문화에서는 숫자 4가 죽음이라는 단어와 동음이의어로 연관되어 있어 그것이 불길하다고 여겨지는 이유를 설명할 수 있다. 상서로운 시기와 사물의 배열을 규정하기 위한 매우 복잡하고 때로는 모순되는 시스템이 고안되었다. 예를 들어 중국 문화의 풍수와 전 세계 다양한 문화의 점성술 시스템이 있다.

## 같이 보기
- 자기실현적 예언
- 무작위성
- 징크스